# Liste der Monuments historiques in Soulaines-sur-Aubance
Die Liste der Monuments historiques in Soulaines-sur-Aubance führt die Monuments historiques in der französischen Gemeinde Soulaines-sur-Aubance auf.

## Liste der Bauwerke
| Bezeichnung                | Beschreibung                                      | Standort | Kennzeichnung | Schutzstatus | Datum | Bild |
| -------------------------- | ------------------------------------------------- | -------- | ------------- | ------------ | ----- | ---- |
| Burgruine La Morinière     | Erbaut im 17. Jahrhundert                         | (Lage)   | PA00109364    | Classé       | 1988  |      |
| Logis de la Constantinière | Erbaut in der zweiten Hälfte des 17. Jahrhunderts | (Lage)   | PA00132832    | Inscrit      | 1994  |      |